# 4798 Mercator
A 4798 Mercator (ideiglenes jelöléssel 1989 SU1) a Naprendszer kisbolygóövében található aszteroida. Eric Walter Elst fedezte fel 1989. szeptember 26-án.